# 安息の地を求めて
『安息の地を求めて』（There's One in Every Crowd）は、1975年に発表されたエリック・クラプトンのアルバム。

## 解説
前作『461 オーシャン・ブールヴァード』及びシングル「アイ・ショット・ザ・シェリフ」の成功を受けて、再びレゲエを取り入れたアルバム。レコーディングは主にジャマイカで行われ、「オポジット」のみマイアミ録音。「揺れるチャリオット」は、黒人霊歌の曲にレゲエのアレンジを施したもの。
本作のレコーディングが終了した後、1974年10月31日に初の日本公演を行う。

## 収録曲
特記なき楽曲はエリック・クラプトン作。
Side 1
1. ジーザス・カミング・スーン - We've Been Told (Traditional)
2. 揺れるチャリオット - Swing Low, Sweet Chariot (Traditional)
3. 小さなレイチェル - Little Rachel (Jim Byfield)
4. ドント・ブレイム・ミー - Don't Blame Me (Eric Clapton, George Terry)
5. ザ・スカイ・イズ・クライング - The Sky Is Crying (Elmore James)

Side 2
1. ブルースを唄って - Singin' the Blues (Mary McCreary)
2. メイク・イット・スルー・トゥデイ - Better Make It Through Today
3. 可愛いブルー・アイズ - Pretty Blue Eyes
4. 心の平静 - High
5. オポジット - Opposites

## プレイヤー
- Eric Clapton - Lead Vocals,Electric Guitar & Acoustic Guitars, Dobro.
- George Terry - Electric Guitar & AcousticGuitars,Group Vocals
- Jamie Oldaker - Drums, Percussion
- Dick Sims - Organ, Piano, Electric Piano
- Carl Radle - Electric Bass,Electric Guitar
- Yvonne Elliman - Lead Vocals、Group Vocals
- Marcy Levy - Group Vocals